# Kally's mashup: la música
Kally's mashup: la música es la primera banda sonora de la serie de televisión Kally's Mashup de Nickelodeon. La mayoría de las canciones son interpretadas por Maia Reficco junto al elenco de la serie, incluyendo a Alex Hoyer, Sara Cobo y Saraí Meza. Las canciones del álbum fueron compuestas por Adam Anders, Nikki Anders y Peer Åström, y fue producido por Adam y Åström.
El disco fue lanzado el 9 de marzo de 2018 por los sellos discográficos Sony Music Latin y Deep Well Records. Todas las canciones aparecen en los capítulos emitidos durante la primera temporada de la serie.

## Promoción

### Sencillos
El 19 de septiembre de 2017, fue publicado el primer sencillo «Key of Life», este sirve como el tema principal para la serie. El 8 de enero de 2018 fue publicado el video musical de la canción en YouTube.
El 17 de noviembre fue publicado un segundo sencillo titulado, «Love Dream».

### Mercancía
El álbum se vendió en Francia incluyendo un póster firmado y un paquete de fotos exclusivas de la serie.

## Composición
Musicalmente, el álbum es de género pop y teen pop, incluye canciones que mezclan géneros de música contemporánea como el electro pop, bubblegum pop y el dance pop con la música clásica.[cita requerida]

## Recepción comercial
El álbum logró obtener un buen rendimiento comercial en cuestión de streaming, logrando generar más de 91 mil oyentes en la plataforma de Spotify, teniendo principales oyentes en México, Chile y Argentina, sumando también a Brasil y Francia.[cita requerida]
Después de que la serie se emitiera en Francia, el álbum fue puesto a la venta el 16 de noviembre de 2018, logró posicionarse en el puesto número 32, de la lista de ventas de álbumes por el SNEP en dicho país.

## Lista de canciones
| Kally's Mashup: La música (banda sonora original de la serie de TV) |                                                                          |                                         |                          |          |  |
| N.º                                                                 | Título                                                                   | Escritor(es)                            | Artista(s)               | Duración |  |
| 1.                                                                  | «Key of Life» (Kally's Mashup Theme) (junto a Maia Reficco)              | Adam Anders, Nikki Anders y Peer Åström | Elenco de Kally's Mashup | 3:15     |  |
| 2.                                                                  | «Crushed» (junto a Alex Hoyer)                                           | Adam, Nikki y Åström                    | Elenco                   | 3:25     |  |
| 3.                                                                  | «Worlds Collide» (feat. Reficco)                                         | Adam, Nikki y Åström                    | Elenco                   | 3:27     |  |
| 4.                                                                  | «What R U Doin' Here» (Spanglish)                                        | Adam, Nikki y Åström                    | Elenco                   | 2:55     |  |
| 5.                                                                  | «Strong» (junto a Reficco)                                               | Adam, Nikki y Åström                    | Elenco                   | 3:36     |  |
| 6.                                                                  | «Love Dream» (junto a Reficco)                                           | Adam, Nikki y Åström                    | Elenco                   | 3:46     |  |
| 7.                                                                  | «Baby Be Mine» (DAK Version) (junto a Hoyer)                             | Adam, Nikki y Åström                    | Elenco                   | 3:18     |  |
| 8.                                                                  | «Made for Love» (junto a Reficco)                                        | Adam, Nikki y Åström                    | Elenco                   | 3:32     |  |
| 9.                                                                  | «Make It Home» (junto a Reficco)                                         | Adam, Nikki y Åström                    | Elenco                   | 3:38     |  |
| 10.                                                                 | «Crushed» (Andy Mak Remix) (junto a Hoyer)                               | Adam, Nikki y Åström                    | Elenco                   | 2:51     |  |
| 11.                                                                 | «Secret» (junto a Reficco y Saraí Meza)                                  | Adam, Nikki y Åström                    | Elenco                   | 3:10     |  |
| 12.                                                                 | «Stomp» (Spanglish)                                                      | Adam, Nikki y Åström                    | Elenco                   | 3:31     |  |
| 13.                                                                 | «I've Changed» (junto a Reficco)                                         | Adam, Nikki y Åström                    | Elenco                   | 3:52     |  |
| 14.                                                                 | «She's Gone» (junto a Hoyer)                                             | Adam, Nikki y Åström                    | Elenco                   | 3:49     |  |
| 15.                                                                 | «Happy Birthday to Me» (junto a Reficco y Sara Cobo)                     | Adam, Nikki y Åström                    | Elenco                   | 3:59     |  |
| 16.                                                                 | «Baby Be Mine» (Duet) (junto a Reficco y Hoyer)                          | Adam, Nikki y Åström                    | Elenco                   | 3:12     |  |
| 17.                                                                 | «Cambia» (I've Changed) (junto a Reficco)                                | Adam, Nikki y Åström                    | Elenco                   | 3:52     |  |
| 18.                                                                 | «No Voy a Cambiar» (Kally's Mashup Theme: Key of Life) (junto a Reficco) | Adam, Nikki y Åström                    | Elenco                   | 3:15     |  |
| 01:03:25                                                            |                                                                          |                                         |                          |          |  |

## Posicionamiento en listas
| Listas (2018)  | Mejor posición |
| -------------- | -------------- |
| Francia (SNEP) | 32             |

## Historial de lanzamiento
| Región  | Fecha                   | Formato                         | Discográfica                        | Ref.        |
| ------- | ----------------------- | ------------------------------- | ----------------------------------- | ----------- |
| Varios  | 9 de marzo de 2018      | CD, Descarga digital, Streaming | Deep Well Records, Sony Music Latin | [ 1 ] [ 8 ] |
| Francia | 16 de noviembre de 2018 | CD                              | Sony Music                          | [ 9 ]       |